# Terza velocità cosmica
La terza velocità cosmica, o velocità di eccesso iperbolico, è la velocità che deve avere un corpo, rispetto a un qualsiasi corpo intorno al quale orbita, affinché possa abbandonarne il campo gravitazionale assumendo un'orbita a iperbole.
In astronautica, è la velocità che una nave spaziale deve avere per abbandonare il sistema solare.

## Il calcolo
Per un calcolo esatto della terza velocità cosmica si dovrebbe tenere conto dell'interazione di Sole, Terra e corpo da lanciare (ad esempio una nave spaziale); tuttavia è possibile semplificare il calcolo trascurando l'influenza del campo di gravitazione del Sole durante tutto il tempo che la nave impiega per uscire dalla zona di attrazione della Terra poiché il campo gravitazionale del Sole è approssimativamente omogeneo nella zona di attrazione della Terra (quindi comunica praticamente la stessa accelerazione sia alla Terra che alla nave spaziale).
Poniamoci nel sistema di riferimento della Terra.
Indichiamo con {\displaystyle v} la velocità iniziale della nave rispetto alla Terra, con {\displaystyle v_{c}} la prima velocità cosmica e con {\displaystyle v_{p}} la seconda velocità cosmica. L'energia totale della nave è la somma di energia cinetica ed energia potenziale gravitazionale, quindi:
{\displaystyle E={\frac {1}{2}}mv^{2}-G{\frac {Mm}{r}}={\frac {1}{2}}m\left(v^{2}-2G{\frac {M}{r}}\right)}
dove M è la massa della Terra, m quella della nave e r la distanza tra i loro centri di massa. Per prima cosa, la nave deve lasciare la zona di attrazione terrestre: ciò si verifica quando {\displaystyle r} = raggio di Hill. È possibile dimostrare che a tale distanza dalla Terra l'energia potenziale assume un valore trascurabile rispetto a quello dell'energia meccanica. Sia {\displaystyle v_{H}} la velocità della nave rispetto alla Terra quando lascia la zona di attrazione di quest'ultima. Allora:
{\displaystyle {\frac {1}{2}}mv^{2}-G{\frac {Mm}{r}}={\frac {1}{2}}mv_{H}^{2}}, perciò {\displaystyle v_{H}^{2}=v^{2}-2G{\frac {M}{r}}}.
D'altra parte si sa che {\displaystyle v_{p}^{2}=2G{\frac {M}{r}}} e {\displaystyle v_{c}^{2}=G{\frac {M}{r}}}, quindi: 
{\displaystyle v_{H}^{2}=v^{2}-2v_{c}^{2}} o anche {\displaystyle v_{H}^{2}=v^{2}-v_{p}^{2}}
Passiamo ora nel sistema di riferimento del Sole. 
Chiamiamo {\displaystyle {\vec {V}}_{tot}} la velocità della nave rispetto al Sole quando lascia la zona di attrazione terrestre. È chiaro che: 
{\displaystyle {\vec {V}}_{tot}={\vec {v}}_{H}+{\vec {V}}_{Terra}}
dove compare la velocità orbitale della Terra, ovvero la velocità della Terra rispetto al Sole. Poiché la Terra ha un'orbita approssimativamente circolare, questa velocità sarà all'incirca uguale alla prima velocità cosmica {\displaystyle {\vec {V}}_{C}} rispetto al Sole. Allora: 
{\displaystyle {\vec {V}}_{tot}={\vec {v}}_{H}+{\vec {V}}_{C}}
e per una nota proprietà della somma vettoriale:
{\displaystyle V_{tot}^{2}=v_{H}^{2}+V_{C}^{2}-2v_{H}V_{C}\cos {\theta }}
dove {\displaystyle \theta } è l'angolo formato dai vettori {\displaystyle {\vec {v}}_{H}} e {\displaystyle {\vec {V}}_{C}}, rappresentando {\displaystyle {\vec {V}}_{C}} (direzione e verso del moto della Terra rispetto al Sole) con la coda sulla punta di {\displaystyle {\vec {v}}_{H}} (direzione e verso del moto della nave rispetto alla Terra).
Se vogliamo che la nave lasci il Sistema Solare bisogna che la sua velocità {\displaystyle {\vec {V}}_{tot}} (rispetto al Sole) sia almeno uguale alla seconda velocità cosmica (velocità di fuga) rispetto al Sole, che chiamiamo {\displaystyle {\vec {V}}_{p}}. Si sa che, in generale, la prima e la seconda velocità cosmiche sono legate dalla relazione:
{\displaystyle V_{p}=V_{c}{\sqrt {2}}}.
Sostituendo, si ottiene la seguente equazione nell'incognita {\displaystyle v_{H}}:
{\displaystyle v_{H}^{2}-2v_{H}V_{c}\cos {\theta }-V_{c}^{2}=0}
che ha una sola soluzione positiva, uguale a: 
{\displaystyle v_{H}=V_{c}(\cos {\theta }+{\sqrt {1+\cos ^{2}{\theta }}})}
Riprendendo la relazione {\displaystyle v^{2}=v_{H}^{2}+2v_{c}^{2}}, si trova per la terza velocità cosmica:
{\displaystyle v_{3}^{2}=V_{c}^{2}(\cos {\theta }+{\sqrt {1+\cos ^{2}{\theta }}}\,)^{2}+2v_{c}^{2}}

## Risultati
Il valore della terza velocità cosmica è minimo se {\displaystyle \theta =\pi } (quando il lancio avviene nella direzione e verso del moto orbitale della Terra) e massimo se {\displaystyle \theta =0} (quando il lancio avviene nella direzione del moto orbitale della Terra, ma nel verso opposto). Per questi valori la formula precedente dà:
- {\displaystyle v_{3}^{min}\approx {\sqrt {0{,}171V_{c}^{2}+2v_{c}^{2}}}\approx 16{,}7\ {\mbox{km/s}}}
- {\displaystyle v_{3}^{max}\approx {\sqrt {5{,}828V_{c}^{2}+2v_{c}^{2}}}\approx 72{,}7\ {\mbox{km/s}}}